# Orgètorix
Orgètorix o Orgetòrix (llatí Orgetorix) fou un dels màxims dirigents del poble dels helvecis.
Segons els romans aspirava al poder reial i es va aliar als principals caps per emigrar en massa i conquerir la Gàl·lia, el 61 aC. Es van passar dos anys en preparatius. Els objectius d'Orgètorix es van descobrir i fou portat a judici i es va suïcidar, però els helvecis van continuar amb els plans d'Orgètorix.
Un germà d'Orgètorix fou derrotat per Juli Cèsar i un fill va caure a les mans del conqueridor romà.